# 春宮坊
春宮坊（とうぐうぼう、みこのみやのつかさ）は、日本古代の律令制において皇太子の御所の内政を掌った機関。東宮坊とも書く。唐名は春坊（しゅんぼう）。

## 職掌
春宮坊の職掌は皇太子の家政一般である。この機関は唐において皇太子の家政機関だった詹事府（春坊）を模倣したものである。唐制では皇太子関係の諸機関は半ば独立した一つの朝廷を形作っていたことから、春宮坊も形式的には諸官庁から独立しているが、実質的には太政官の管理下に置かれていた。
皇太子の家政は実際には春宮坊管下の諸機関によって行われる。諸機関は以下の通り。
- 主膳監
- 主蔵監
- 舎人監

- 主馬署
- 主殿署
- 主書署
- 主兵署
- 主工署
- 主漿署

のちには東宮蔵人や帯刀舎人なども置かれた。なお監と署は概ね太政官における司と同等の職である。

## 職員
- 大夫 - 従四位下相当： 1名
- 亮 - 従五位下相当： 1名
- 進
  - 大進 - 従六位上相当： 1名
  - 少進 - 従六位下相当： 1名
- 属
  - 大属 - 正八位下相当： 1名　
  - 少属 - 従八位上相当： 1名

- 史生　延喜式で新設： 4名
- 坊掌　弘仁6年に新設： 2名

- 使部： 30名
- 直丁： 3名

この他にも平安時代中期以降に蔵人・非蔵人・雑色・出納・女蔵人・宣旨などの職が漸次置かれていった。